# Princess Danae
Die Princess Danae war ein 1955 als Port Melbourne in Dienst gestelltes Kreuzfahrtschiff. Sie entstand ursprünglich als Frachtschiff und wurde 1974 für den Kreuzfahrtdienst umgebaut. Bis zu seiner Ausmusterung im September 2012 fuhr das Schiff unter verschiedenen Namen und Eignern. 2015 ging es nach längerer Liegezeit als Lisboa zum Abbruch ins türkische Aliağa.

## Geschichte

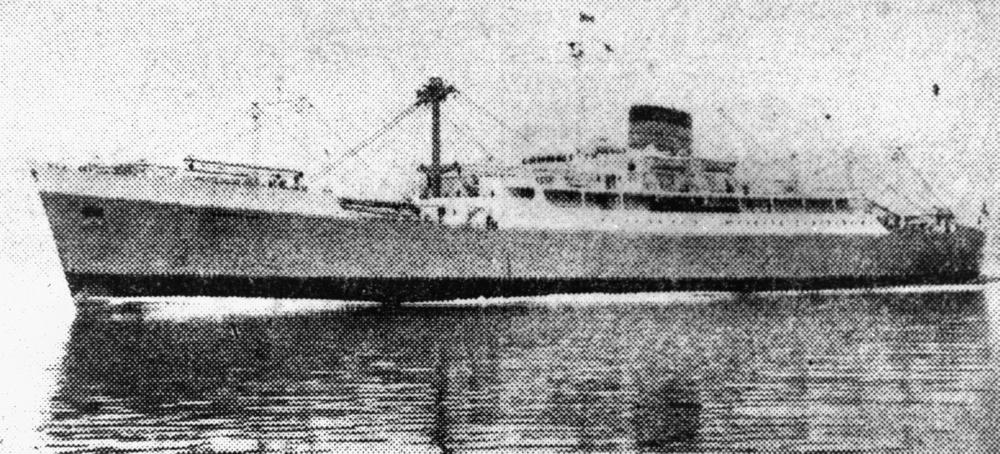
Die Port Melbourne

### Als Frachter
Die Port Melbourne wurde von Harland & Wolff als Frachtschiff in Belfast gebaut und lief am 10. März 1955 für die britische Reederei Port Line vom Stapel. Sie wurde im Juli 1955 in Dienst gestellt und befuhr mit ihrem vier Monate zuvor fertiggestellten Schwesterschiff Port Sydney (später als Kreuzfahrtschiff Princess Daphne im Dienst) im Liniendienst von Großbritannien nach Australien und Neuseeland. Das Schiff hatte Unterkünfte für zwölf Passagiere, die in acht Einzel- und zwei Doppelkabinen reisen konnten. 
1972 wurde die Port Melbourne an die griechische Chion Shipping Company verkauft und in Therisos Express umbenannt.

### Als Kreuzfahrtschiff
1974 wurde die Therisos Express zusammen mit ihrem Schwesterschiff bei Chalkis Shipyard in Griechenland zu einem Kreuzfahrtschiff umgebaut. Das Schiff wurde nach Abschluss der Arbeiten 1977 an die Akrotiki Express Shipping Co. verkauft und in Danae umbenannt. Sie wurde von der Reederei und seit 1979 von Costa Crociere unter diesem Namen bis Dezember 1991 für Kreuzfahrten im Mittelmeer eingesetzt. 
Am 10. Dezember 1991 brach während Werftarbeiten an der Danae in Genua ein Brand an Bord aus, der das Schiff schwer beschädigte. Es wurde als Totalschaden abgeschrieben und zum Abbruch nach Griechenland verkauft, dort aber stattdessen wieder repariert. In den folgenden zwei Jahren wurde sie mehrmals verkauft und trug die Namen Anar und Starlight Princess, zunächst ohne wieder in Fahrt zu kommen. Erst 1994 nahm sie als Baltica für die Baltic Line wieder den Kreuzfahrtdienst auf.
1996 wurde das mittlerweile 41 Jahre alte Schiff von der britisch-australischen Reederei Classic International Cruises gekauft, die sich auf den Einsatz klassischer Kreuzfahrtschiffe spezialisiert hatte. Die Baltica wurde in Princess Danae umbenannt und in ganz Europa für Kreuzfahrten eingesetzt. Im September 2012 meldete die Reederei jedoch Insolvenz an. Die Princess Danae wurde in Lissabon arrestiert und zum Verkauf angeboten. Im März 2013 wurde das Schiff von der neugegründeten Reederei Portuscale Cruises gekauft und in Lisboa umbenannt. Das Schiff wurde zunächst in Lissabon aufgelegt und sollte nach Renovierungsarbeiten für Kreuzfahrten im Mittelmeer und in der Nord- und Ostsee eingesetzt werden. Die Lisboa war zu diesem Zeitpunkt eines der ältesten Kreuzfahrtschiffe der Welt. Die Umbauarbeiten in Lissabon begannen zwar im Mai 2013, wurden aber nach einiger Zeit aus finanziellen Gründen eingestellt. Das Schiff wurde im März 2014 aufgrund der finanziellen Lage seines Eigentümers arrestiert und lag fortan aufgelegt neben der ebenfalls von Portuscale Cruises gekauften, nie für die Reederei in Dienst gestellten Porto. 
Im Januar 2015 wurde das inzwischen sechzig Jahre alte Schiff zum Abbruch nach Aliağa verkauft und verließ den Hafen Anfang Juli 2015. Am 24. Juli traf die Lisboa in der Abwrackwerft von BMS Gemi Geri Donusum in Aliağa ein.